# Teucholabis (Teucholabis) trifasciata
Teucholabis (Teucholabis) trifasciata is een tweevleugelige uit de familie steltmuggen (Limoniidae). De soort komt voor in het Neotropisch gebied.